# Seznam vítězů diamantové ligy v běhu na 800 m
Toto je seznam vítězů diamantové ligy v běhu na 800 m.

## Celkoví vítězové
| Muži                 | Muži                 |
| -------------------- | -------------------- |
| Diamantová liga 2010 | David Lekuta Rudisha |
| Diamantová liga 2011 | David Lekuta Rudisha |
| Diamantová liga 2012 | Mohammed Aman        |
| Diamantová liga 2013 | Mohammed Aman        |
| Diamantová liga 2014 | Nijel Amos           |
| Diamantová liga 2015 | Nijel Amos           |
| Diamantová liga 2016 | Ferguson Rotich      |
| Diamantová liga 2017 | Nijel Amos           |
| Diamantová liga 2018 | Emmanuel Korir       |
| Diamantová liga 2019 | Donavan Brazier      |
| Diamantová liga 2020 | bez vítěze           |
| Diamantová liga 2021 | Emmanuel Korir       |
| Diamantová liga 2022 | Emmanuel Korir       |
| Diamantová liga 2023 | Emmanuel Wanyonyi    |
| Diamantová liga 2024 | Emmanuel Wanyonyi    |
| Diamantová liga 2025 | bude oznámeno        |

| Ženy                 | Ženy                   |
| -------------------- | ---------------------- |
| Diamantová liga 2010 | Janeth Jepkosgei       |
| Diamantová liga 2011 | Jennifer Meadowsová    |
| Diamantová liga 2012 | Pamela Jelimová        |
| Diamantová liga 2013 | Eunice Jepkoech Sumová |
| Diamantová liga 2014 | Eunice Jepkoech Sumová |
| Diamantová liga 2015 | Eunice Jepkoech Sumová |
| Diamantová liga 2016 | Caster Semenyaová      |
| Diamantová liga 2017 | Caster Semenyaová      |
| Diamantová liga 2018 | Caster Semenyaová      |
| Diamantová liga 2019 | Ajeé Wilsonová         |
| Diamantová liga 2020 | bez vítěze             |
| Diamantová liga 2021 | Keely Hodgkinsonová    |
| Diamantová liga 2022 | Mary Moraa             |
| Diamantová liga 2023 | Keely Hodgkinsonová    |
| Diamantová liga 2024 | Mary Moraa             |
| Diamantová liga 2025 | bude oznámeno          |